# Claire Nydegger
Claire Nydegger, née à Lausanne le 3 août 1960, est une artiste-peintre vaudoise.

## Biographie
Claire Nydegger fait des études classiques au gymnase de Pully, puis des études artistiques à l'École cantonale des beaux-arts et d'art appliqué de Lausanne. Accueillie à l'Institut suisse de Rome en 1986-87, Claire Nydegger vit quatre ans dans la capitale italienne.
Claire Nydegger est engagée en 2001 pour diriger la galerie du Centre culturel de Morges devenue Galerie Rouge de Morges, laquelle ferme ses portes fin 2005. 
Elle garde son atelier dans l'ancienne chocolaterie Perrier à Chavannes-près-Renens et fonde les éditions Perdtemps afin d'éditer ses propres créations. 

## Sources
- « Claire Nydegger », sur la base de données des personnalités vaudoises sur la plateforme « Patrinum » de la Bibliothèque cantonale et universitaire de Lausanne.
- « Claire Nydegger », sur SIKART Dictionnaire sur l'art en Suisse.
- 24 Heures, 2002/01/17, p. 22 avec une photographie & 2005/02/15, p. 22
- "Portrait d'un lieu" les ateliers de Chavannes
- Françoise Jaunin, Une odeur de chocolat dans la peinture In: Coopération. - Bâle. - 1992, no 49, p. 48-49